# Kopułka lakmusowa

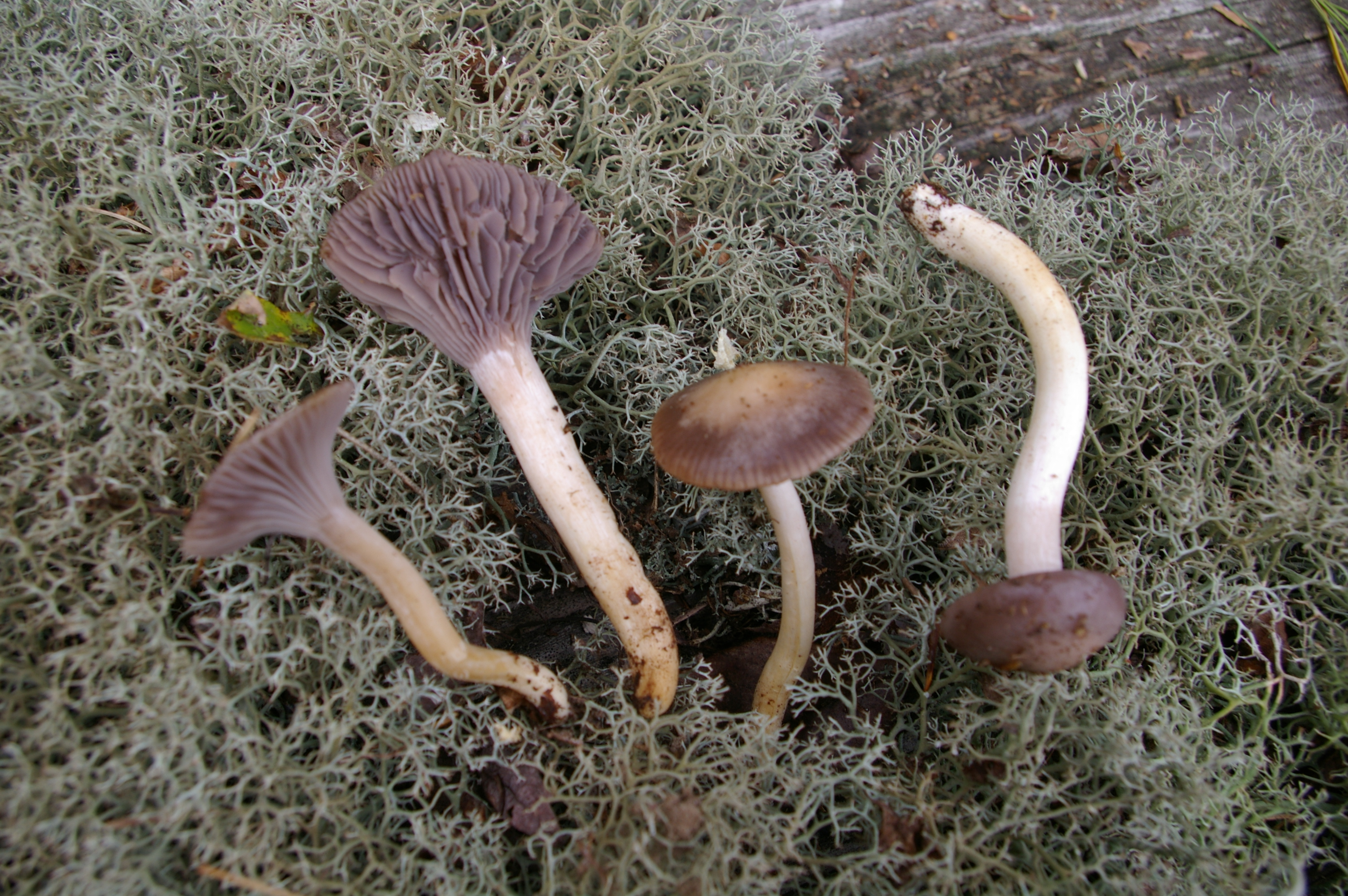

Kopułka lakmusowa, kopułek lakmusowy (Cuphophyllus lacmus (Schumach.) Bon) – gatunek grzybów z rodziny wodnichowatych (Hygrophoraceae).

## Systematyka i nazewnictwo
Pozycja w klasyfikacji według Index Fungorum: Cuphophyllus, Hygrophoraceae, Agaricales, Agaricomycetidae, Agaricomycetes, Agaricomycotina, Basidiomycota, Fungi.
Takson utworzył w 1803 r. Christian Friedrich Schumacher, nadając mu nazwę Agaricus lacmus. Obecną, uznaną przez Index Fungorum nazwę nadał mu w 1985 r. Marcel Bon, przenosząc go do rodzaju Cuphophyllus. Synonimy:

- Agaricus lacmus Schumach. 1803
- Agaricus pratensis var. lacmus (Schumach.) Fr. 1818
- Camarophyllus lacmus (Schumach.) J.E. Lange 1938
- Camarophyllus subradiatus lacmus (Schumach.) P. Karst. 1879
- Cuphophyllus subviolaceus (Peck) Bon 1985
- Hygrocybe lacmus (Schumach.) P.D. Orton & Watling 1969
- Hygrocybe subviolacea (Peck) P.D. Orton & Watling 1969
- Hygrophorus lacmus (Schumach.) Kalchbr. 1873
- Hygrophorus subradiatus var. lacmus (Schumach.) Fr. 1838
- Hygrophorus subviolaceus Peck 1901

Polską nazwę nadała Barbara Gumińska w 1997 r. Po przeniesieniu go do rodzaju Cuphophyllus nazwa polska jest niespójna z nazwą naukową. W 2021 r. Komisja ds. Polskiego Nazewnictwa Grzybów Polskiego Towarzystwa Mykologicznego zarekomendowała dla rodzaju Cuphophyllus nazwę kopułka.

## Morfologia
Kapelusz
Średnica 2–4 cm, za młodu półkulisto sklepiony, potem szeroko rozpostarty. W stanie wilgotnym jest prążkowany od prześwitujących blaszek. Powierzchnia gładka, błyszcząca, lepka, o barwie od szarofioletowej do brunatnej, na szczycie kapelusza jaśniejsza.
Blaszki
O różnej długości, bardzo rzadkie i dość grube, zbiegające, o równych ostrzach, przy trzonie z anastomozami. Mają barwę od szarobeżowej do szarofioletowej.
Trzon
Wysokość 4–6 cm, grubość 0,4–0,9 cm, kształt walcowaty, zwężający się ku podstawie, początkowo pełny, potem pusty lub gąbczasty. Powierzchnia sucha, gładka, ze srebrzystymi włókienkami, u młodych owocników biaława, u starszych szarofioletowa, u podstawy żółta.
Miąższ
W trzonie białawy, w podstawie trzonu żółty, nie zmieniający barwy po uszkodzeniu, bez zapachu, o łagodnym smaku.
Zarodniki
Elipsoidalne, gładkie, hialinowe, nieamyloidalne, o rozmiarach 6,5–8 × 5–6 μm

## Występowanie i siedlisko
Występuje w Europie i Ameryce Północnej. W polskim piśmiennictwie naukowym podany był trzykrotnie w Pienińskim Parku Narodowym na polanie Wyrobek. W Polsce gatunek rzadki. Znajduje się na Czerwonej liście roślin i grzybów Polski. Ma status V – gatunek zagrożony wyginięciem. Znajduje się na listach gatunków zagrożonych także w Austrii, Holandii, Finlandii, bardzo rzadki jest w Niemczech.
Mimo że jest w Polsce gatunkiem bardzo rzadkim, nie znajduje się na liście grzybów chronionych. W 2012 r. wciągnięty jednak został na listę gatunków proponowanych do objęcia taką ochroną.
Pojawia się późno (od października do listopada) w trawie na łąkach i pastwiskach.